# Distretto di Lahmar
Il distretto di Lahmar è un distretto della provincia di Béchar, in Algeria, con capoluogo Lahmar.